# Pa-dö-dő
A Pa-dö-dő egy 1988-ban Lang Györgyi és Falusi Mariann által alapított magyar lányegyüttes volt.

## Bemutatásuk
Az alapítók A rémségek kicsiny boltja című musicalben szerepeltek elsőként együtt, majd összebarátkoztak.
Nevük a balett-szaknyelvben honos francia kifejezést, a „pas de deux” (kb. „kettesben”, párban való tánc) kifejezés fonetikus átírását jelenítette meg.
Popzenei duóként 1988-ban, a második Interpop Fesztiválon debütáltak.
A szélesebb körű ismertséget 1992-ben, a a szovjet csapatok kivonulása után bemutatott Bye-bye, Szása című slágerük hozta meg.
Extravagáns, nonkonformista megjelenésükre jellemző volt a nagyon rövidre nyírt, színesre festett hajviselet, bő, sportos ruházat, és szinte kivétel nélkül bakancs viselése. Laza és tarka pólóikat a kezdeti években kitűzőkkel aggatták tele.
A koncertjeiken többnyire állandó háttértáncosokkal együtt léptek fel. A tánckar tagjai voltak: Lakatos Mónika, Bíró Nikolett, Földvári Zsófia, Knyihár Anikó, Mórócz Éva Hoppász, Nádi Erika, Rönky Fruzsina.
1999-ben szórakoztató sorozatot indítottak a TV2-n, A lányok nem angyalok címmel. A Klubrádióban több éven át szerdánként délelőtt 10 és 12 óra között önálló műsort vezettek.
Lang Györgyi 2023-ban elhunyt, ezzel a duó is megszűnt.

## Diszkográfia

### Stúdióalbumok
- 1989 – PA-DÖ-DŐ 1.
- 1991 – PA-DÖ-DŐ 2.: Kiabálj
- 1993 – PA-DÖ-DŐ 4.: Tessék dudálni!
- 1994 – PA-DÖ-DŐ 5.: Szép az élet, és én is szép vagyok
- 1995 – PA-DÖ-DŐ 6.: Einstand
- 1996 – PA-DÖ-DŐ 7.: Kérem a következőt!
- 1997 – Pa-Dö-Dő: Nekünk Nyolc.
- 2000 – Egyveleglemez
- 2000 – Retyetye
- 2000 – Vi ár femili
- 2001 – Egy kicsit bulizgatunk?
- 2002 – Tuinvan. Marivan. Györgyivan. Közösvan.
- 2003 – Had' énekeljünk mi is az idén!
- 2004 – Igen! Az idén is csináltunk új lemezt
- 2005 – nem volt egyszerü.csókoltatunk mária.
- 2006 – Habár a hazai lemezeladás...
- 2008 – Így 20 felett ránk fér egy kis Generál
- 2009 – Csomagot kaptam
- 2011 – Hozott anyagból
- 2013 – Ajándék (Digitális nagylemez)
- 2015 – Retúr (PADÖDŐ AIRLINES)
- 2015 – Éljen a karácsony tetején

### Válogatáslemezek
- 1992 – PA-DÖ-DŐ 3.: 1989-1991
- 1998 – 10 éves a PA-DÖ-DŐ
- 2003 – Beszt Of Padödő: PDD 15 Jubileum (2 CD)
- 2008 – 20.bé (Nát fór szél!) – Digitális válogatáslemez
- 2014 – Fele Más (Az igazi besztof)

### Koncertalbumok
- 1999 – Pa-Dö-Dő Koncert, 1999.
- 2015 – A Pa-Dö-Dő első dévédéjének első hanganyaga

### Kislemezek
- 1996 – A PA-DÖ-DŐ kisegyüttes élete első szingl cédéje (Maxi CD)
- 1996 – Ultra dal (Promóciós Maxi CD)
- 1997 – A PA-DÖ-DŐ kisegyüttes élete második szingl cédéje (Maxi CD)
- 1998 – Te vagy a legjobb dolog a héten (Promóciós Maxi CD)
- 1998 – 10 éves a PA-DÖ-DŐ bemutató mix (Promóciós Mini CD)
- 1998 – Röpül a tányér (Maxi CD)
- 1999 – Új kislemez (Maxi CD)
- 2000 – Kell egy jóbarát (Promóciós Maxi CD)
- 2000 – Vár már a nyár (Promóciós Maxi CD)
- 2001 – Jó nekem így (Promóciós Maxi CD)
- 2001 – Egy újabb maxi – (Promóciós Maxi CD)
- 2002 – Költözzünk össze / Bence (Promóciós Maxi CD)
- 2013 – Eljön egy igazi angyal (Digitális Maxi)
- 2014 – Háj-háj Szása / Hüjedal (Digitális Maxi)
- 2016 – Ünnep után (Digitális Maxi)
- 2016 – Ó Gyertyaláng / Kell Egy Jóbarát (Digitális Maxi)
- 2016 – Hómunkások dala (Digitális Maxi)
- 2017 – Nyugdíjas Repp (Digitális Maxi)

### DVD
- 2006 – Koncert 2005 (A Padödő Első Dévédéje)